# Lola Nieto
Lola Nieto (Barcelona, 1985) es una poeta y ensayista en lengua castellana y artista de performance española.

## Trayectoria
Lola Nieto nació en 1985 en Barcelona, en cuya universidad se doctoró en Filología Hispánica con la tesis En la trama del lenguaje. Desdoblamiento y repetición en la escritura de Chantal Maillard (2015). Actualmente trabaja como profesora de Lengua y Literatura en un instituto de secundaria.
Su actividad literaria conocida empezó en 2012 como coeditora, junto a Antonio F. Rodríguez y Laia López Manrique, de la revista digital Kokoro, que se mantuvo en actividad hasta 2022 y constituyó un referente para las poéticas alejadas del mainstream literario español. En ella Nieto dio a conocer, además de escritos ensayísticos y misceláneos, piezas de vídeoarte y textos que formarían parte de algunos de sus futuros libros de poemas.
Su primer poemario, Alambres (2014), descrito por Raúl Quinto como «un cuento oscuro sobre el propio lenguaje», se publicó en la editorial barcelonesa Kriller71. Fue seguido por dos obras de mayor extensión, Tuscumbia (2016) y Vozánica (2018), editadas por Harpo Libros. En los recitales y presentaciones asociados a ambas, Lola Nieto comenzó a desarrollar una técnica de recitado cercana a la libre improvisación, con influencias de la danza butoh y del canto difónico, y a construir puestas en escena en las que intervienen aspectos rituales, dramáticos y musicales, que han movido a algunos investigadores a ubicar sus actuaciones en el género de la performance y a definir su apuesta artística como ‘perfopoesía’.
Durante la segunda mitad de esta década codirigió el proyecto editorial Kokoro Libros. En esta colección, tradujo junto a Antonio F. Rodríguez a la poeta japonesa Ryoko Sekiguchi y promovió la difusión de autores españoles e hispanoamericanos contemporáneos, además de publicar la única antología bilingüe francés-castellano disponible de Danielle Collobert.
Después de las plaquettes Ctenóphoras (Ejemplar Único, 2019) y Agua (Ediciones del 4 de Agosto, 2021) y de participar en las obras de autoría colectiva Voz vértebra: antología de poesía futura (Kokoro Libros, 2017) y Bemba Baba (La Garúa, 2021, en colaboración con Ernesto García López, Jorge Coco Serrano y Sonia Bueno), Nieto publicó su cuarto libro de poemas, Caracol, en RIL Editores (2021).La isla desnuda (La Caja Books, 2024) fue su primera incursión en el género del ensayo, en la que reflexiona sobre sus vivencias personales en Japón.
La autora ha interpretado sus textos en numerosos festivales de poesía nacionales e internacionales, entre ellos el Vociferio de Valencia (2018), el Festival Internacional de las Artes de Castilla y León (2018), el European Poetry Festival de Londres (2019), el International Interdisciplinary Literature Festival SARDAM de Chipre (2019), la Bienala Europeana de Poezie de Brașov (2019), el Festival de Poesia de la Mediterrània de Mallorca (2021), la XVII edición de Agosto Clandestino de La Rioja (2021), el Festival Internacional de Poesía de Barcelona (2021)y el Voix Vives de Toledo (2022). Ha actuado también en Nueva York (en el recital Se buscan poetas del Bowery Poetry Club, marzo de 2020), en Kioto y en Tokio (en el ciclo Japan UK Poetry Exchange Tokyo-Kyoto, enero de 2023).
Su obra escrita ha aparecido en antologías como (Tras)lúcidas. Poesía escrita por mujeres (Bartleby Editores, 2016), Desobediencia (El Sastre de Apollinaire, 2020), Poesía bajo sospecha (Animal Sospechoso, 2021) o ¡Quemaremos las metáforas del mar y los perfumes! (Calambur, 2022).

## Estilo, temática e influencias
El escritor y profesor de la Universidad de Extremadura Julio César Galán ha ubicado la obra de Lola Nieto dentro de las corrientes de la “poesía non-finito” (una estética de lo inacabado y fragmentario donde el lector se convierte en cocreador de los poemas) y la “poesía especular” (que rompe los límites del poema lineal mostrando las huellas del proceso de escritura y reescritura en su mismo texto). Por otra parte, el carácter performativo de su obra ha llevado a Raúl Quinto a considerarla representante de una “nueva poesía del acontecimiento”, a caballo entre la literatura y el arte conceptual, junto a autoras como Ángela Segovia, María Salgado o Sara Torres.
Esta faceta escénica ha sido estudiada por Rosa Berbel, quien relaciona las actuaciones de Nieto con el concepto de “violencia catártica” de René Girard y analiza los agentes semióticos que intervienen en ellas. El uso de instrumentos musicales con fines más tímbricos que melódicos, como el theremín o la cortinilla, la grabación y reproducción de la voz en cinta magnética, el despliegue de objetos (fotografías, conchas marinas) en el espacio escénico, los movimientos corporales espasmódicos y aparentemente arrítmicos, los recursos paralingüísticos y la glosolalia, así como el vestuario y el maquillaje —que incluyen en algunas representaciones elementos tomados del Japón feudal, como el ohaguro—, conforman un ritual donde se produce «una búsqueda estética de modelos de belleza alternativos, al margen de los criterios hegemónicos del equilibrio, la bondad y la pureza del lenguaje», en palabras de la filóloga sevillana.Su interés por el país nipón queda asimismo plasmado en La isla desnuda, donde reflexiona sobre el lenguaje y la alteridad cultural a partir de experiencias autobiográficas.
Los libros de Lola Nieto se caracterizan por un continuo desafío de los límites impuestos por los géneros, al combinar o fusionar verso y prosa, lírica, drama, epístola y ensayo, en textos que se contienen unos a otros a la manera de una mise en abîme o de las muñecas rusas. En ellos son frecuentes los fenómenos de desdoblamiento o multiplicación: por ejemplo, las dos partes de Alambres (2014) se refieren a una misma experiencia de la voz poética, pero con un lenguaje diametralmente opuesto; varios personajes de Tuscumbia (2016) sufren experiencias de disociación; la hablante de Vozánica (2018) afirma dar cobijo a 211 voces distintas, y Caracol (2021) explora el tema del doppelgänger a través de una mujer que trata de revivir a otra por medio de una alquimia de gestos y palabras.
Críticos y escritores como Vicente Luis Mora, Maurizio Medo o María Ángeles Pérez López (quien emparenta la estética de Nieto con el neobarroso de Néstor Perlongher) han incidido en los rasgos de estilo de su escritura como una reformulación personal del vanguardismo y la literatura experimental: el empleo creativo de la tipografía y la disposición visual cercana a lo pictórico, la sonoridad primitiva de su lenguaje —que crea neologismos, onomatopeyas y pseudopalabras—, las reflexiones etimológicas y metalingüísticas, los procedimientos de logofagia y la inclusión de enlaces a videopoemas (particularmente en Vozánica) son algunos de los más destacados.
Estos recursos, según Rubén Martín, tratan de generar un sistema expresivo independiente en cada libro y cada poema, regido por sus propias normas, y que está vinculado a una serie de motivos recurrentes, como la fragilidad de la identidad psicológica, el potencial creativo de la neurodiversidad, el carácter opresivo del lenguaje y el pensamiento socialmente aceptados, la búsqueda de la empatía o la supervivencia a experiencias extremas de duelo y pérdida. La propia autora ha descrito así algunos de los temas que están en la base de su poética:

Creo que es una cuestión de ponerle cuerpo y voz al mundo, y avanzar mediante roces, torsiones y tanteos, encontrando algunas fisuras donde deslizarnos y abrir espacios de hospitalidad. Compartir los afectos va a ser, quizá, la única tabla de salvación en las eras por venir (…). ¿Cuántos átomos de empatía bastan para contrarrestar el horror que cada día vive la ficción consensuada que llamamos mundo? ¿Dónde encontrar esa inter-afección, esa atención al otro, que nos es tan necesaria? ¿Realmente hay esperanza para el animal humano y el resto de seres que pueblan este mundo frágil y que se rompe, se rompe…?

En varias entrevistas Lola Nieto ha mencionado sus principales influencias y fuentes de inspiración, que abarcan no solo la literatura, con poetas como Emily Dickinson, Antonin Artaud, Chantal Maillard, Santōka Taneda y Chus Pato, y narradoras como Agota Kristof y Clarice Lispector, sino también el arte secuencial de los mangakas Junji Ito, Inio Asano, Shintaro Kago y Yuki Urushibara y el cine oriental contemporáneo de directores como Naomi Kawase, Apichatpong Weerasethakul o Lav Diaz.

## Obras

### Libros de autoría individual
- Alambres, Barcelona, Kriller 71, 2014. ISBN 9788494041464.
- Tuscumbia, Madrid, Harpo Libros, 2016. ISBN 9788494539909.
- Vozánica, Madrid, Harpo Libros, 2018. ISBN 9788494946202.
- Caracol, Barcelona, RIL Editores, 2021. ISBN 9788418065873.
- La isla desnuda, Valencia, La Caja Books, 2024. ISBN  9788417496906

### Plaquettes
- Ctenóphoras, Valencia, Ejemplar Único, 2019.
- Agua, Logroño, Ediciones del 4 de Agosto, 2021.

### Antologías y publicaciones colectivas
- (Tras)lúcidas. Poesía escrita por mujeres (1980-2016), Madrid, Bartleby Editores, 2016. ISBN:  9788492799978.
- -A: mujer, lenguaje y poesía, Barcelona, Stendhal Books, 2017. ISBN: 9788461790548.
- Voz vértebra. Antología de poesía futura, Barcelona, Kokoro Libros, 2017. ISBN: 9788494620331.
- Decir mi nombre. Muestra de poetas contemporáneas desde el entorno digital, Barcelona, Editorial Milenio, 2019. ISBN: 9788497438520.
- Desobediencia, Madrid, El Sastre de Apollinaire, 2020. ISBN: 9788412159028.
- Poesía bajo sospecha. Españolas nacidas entre 1976 y 1993, Barcelona, Animal Sospechoso, 2020. ISBN: 9788412278606.
- Bemba Baba (en colaboración con Jorge Coco Serrano, Sonia Bueno y Ernesto García López), Barcelona, La Garúa, 2021. ISBN: 9788412210453.
- Quemaremos las metáforas del mar y los perfumes!, Barcelona, Calambur, 2022. ISBN: 9788483595503.
- Herbario de amores dulces, Madrid, Piezas Azules Asociación Cultural, 2023. ISBN: 9788412503722.
- Distopía [en femenino], Granada, El Envés Editoras, 2023. ISBN: 9788412557732.
- Simiente. Antología poética, Almería, Universidad de Almería, 2023. ISBN: 9788413512198.

### Traducciones
- Ryoko Sekiguchi, Calco (en colaboración con Antonio F. Rodríguez), Barcelona, Kokoro Libros, 2018. ISBN: 9788494808975.

### Vídeos
- Recital en el Museo de la Guitarra de Almería, 2017.
- Actuación en la Feria del Libro de Almería, 2018.
- Actuación en el European Poetry Festival de Londres, 2019.
- Intervención en el XXII Festival de Poesía de la Mediterrània, de Mallorca, 2021.
- Videopoema «La que cuida transparente» (de Vozánica).
- Conversación con Lola Nieto, en el videoblog «Las voces espirales».

### Textos
- Revista Kokoro.
- 7 poemas de Caracol.
- 3 poemas de Ctenóphoras.
- 4 poemas de Tuscumbia.
- «Jean Améry y mi madre ¦ La caja del lenguaje destrozado» (de Tuscumbia).
- Varios textos de Alambres.
- «Siamesas» (ensayo sobre cine y poesía).

- Datos: Q120645866